# Harry Källmark
Harry Johan Källmark, född 18 augusti 1903 i Norrköping, död 8 maj 1964 i Huddinge, var en svensk konstskribent, kulturredaktör, tecknare och målare.
Han var son till kontorsskrivaren Nils Källmark och Clara Johansson samt från 1929 gift med Essie Isaksson. Han utbildade sig först inom konsten genom självstudier, han reste i början av 1920-talet till Prag där han utbildade sig till violinist samtidigt studerade han måleri för den tjeckiske konstnären Kóssa 1929. Separat ställde han ut på Nystedts konstsalong i Linköping och han medverkade i samlingsutställningar på bland annat Jönköpings museum och Norrköpings konstmuseum. Han var konstkritiker och kulturredaktör på tidningen Dagen dessutom utförde han tidningsteckningar och komponerade emblem. För Lewi Pethrus bok Lewi Pethrus som ledarskribent  utförde han vinjetterna och illustrationer. Hans konst består av stilleben, landskapsskildringar samt figurkompositioner som ofta har ett religiöst motiv. Källmark är begravd på Tomtberga kyrkogård.